# The Cyclops
The Cyclops è un film del 1957 diretto da Bert I. Gordon.
È un film horror statunitense  a sfondo fantascientifico e avventuroso con James Craig, Gloria Talbott e Lon Chaney Jr..

## Trama
Il pilota collaudatore Bruce Barton scompare e la sua ragazza, Susan Winter, organizza un gruppo di ricerca e con questa si dirige nella giungla del Messico. Il team, composto dallo scienziato Russ Bradford, dall'esperto geologo Martin "Marty" Melville e dal pilota Lee Marca, arriva in un territorio sconosciuto. Durante la ricerca nella zona, scoprono animali giganti come serpenti, lucertole, insetti, mammiferi di enormi dimensioni.
Inoltre, incontrano un mutante dalle sembianze umane alto 50 piedi, una sorta di mostro sfigurato con un solo occhio, mutato geneticamente molto probabilmente a causa di una esposizione alla forte radioattività causata dai massicci depositi di radio della zona. Il ciclope uccide Melville ma sembra riconoscere la ragazza. Quando il ciclope, che si rivela essere lo stesso Bruce, cerca di impedire la fuga del resto del gruppo, resta gravemente ferito e muore.

## Produzione
Il film, diretto, sceneggiato e prodotto da Bert I. Gordon (accreditato anche come curatore degli effetti speciali) per la B&H Productions fu girato nelle Bronson Caves, nell'area di Los Angeles, nel Los Angeles County Arboretum & Botanic Garden ad Arcadia, e a Los Angeles, in California,

## Distribuzione
Il film fu distribuito negli Stati Uniti dal 28 luglio 1957 al cinema dalla Allied Artists Pictures. È stato distribuito anche in Brasile con il titolo A Maldição do Monstro e in Venezuela con il titolo Los cíclopes.

## Critica
Secondo Fantafilm "la storia, realizzata con svogliatezza e approssimazione, non impressiona nessuno e lo spettatore"... "rimane piuttosto deluso".

## Promozione
Le tagline sono:
- "The man-thing huge as a dinosaur in a horrendous land of nature gone bad!".
- "50 FT. HIGH MAN-THING in a land of NATURE GONE MAD! (original ad - mostly caps)".
- "DOUBLE HORROR BILL of ARCH FIENDS!".
- "SEE ONE-EYED CYCLOPS -- BEASTS HUGE AS DINOSAURS -- PYTHONS 75 FT. LONG (original ad - all caps)".